# ピアノ協奏曲第13番 (モーツァルト)
ピアノ協奏曲第13番 ハ長調 K. 415 (387b) は、ヴォルフガング・アマデウス・モーツァルトが作曲したピアノ協奏曲。

## 概要
1782年から1783年初頭にかけてウィーンで作曲され、第11番や第12番と同様に、予約演奏会のために作曲した3曲のピアノ協奏曲のうちの一つである。初演は1783年の3月11日にブルグ劇場で行われたが、3曲のうち本作だけ管弦楽にトランペットとティンパニが加えられており、いっそうの華やかさを具えている。なお、3月23日の予約演奏会には皇帝ヨーゼフ2世が臨席していた。
第3楽章の意表を突く短調の導入など、斬新な趣向が盛り込まれている。

## 楽器編成
独奏ピアノ、オーボエ2、ファゴット2、ホルン2、トランペット2、ティンパニ、ヴァイオリン2部、ヴィオラ、バス

## 構成
全3楽章、演奏時間は約26分。弦楽四重奏のみの伴奏でも可能である。
- 第1楽章 アレグロ
ハ長調、4分の4拍子、ソナタ形式。
お使いのブラウザーでは、音声再生がサポートされていません。音声ファイルをダウンロードをお試しください。
- 第2楽章 アンダンテ
ヘ長調、4分の3拍子。
お使いのブラウザーでは、音声再生がサポートされていません。音声ファイルをダウンロードをお試しください。
- 第3楽章 ロンドー：アレグロ
ハ長調、8分の6拍子、ロンド形式。
お使いのブラウザーでは、音声再生がサポートされていません。音声ファイルをダウンロードをお試しください。